# Oroquieta (Filipinas)
Oroquieta es una ciudad filipina y la capital de la provincia de Misamis Occidental. Según el censo de 2000, tiene 59.843 habitantes en 12.417 casas.

## Geografía
La ciudad de Oroquieta, capital de la provincia de Misamis Occidental, se encuentra situada al  norte de la isla de Mindanao, al nordeste de la provincia, ribereña de  la bahía de Iligán.
Su término, que ocupa el 13% de la provincia,  linda al norte con el del municipio de López Jaena; al este con la mencionada bahía; al sur con el de  Alorán; al sureste con el municipio de Concepción; y  hacia el noroeste con el de Sapang Dalaga.

### Barrios
Oroquieta se divide políticamente a 47 barangayes.
| - Apil - Binuangan - Bolibol - Buenavista - Bunga - Buntawan - Burgos - Canubay - Clarín Settlement - Dolipos Bajo - Dolipos Alto - Dulapo - Dullan Norte - Dullan Sur - Lamac Lower - Lamac Upper | - Langcangan Lower - Langcangan Proper - Langcangan Upper - Layawan - Loboc Lower - Loboc Upper - Rizal Lower - Malindang - Mialen - Mobod - Ciriaco C. Pastrano (Nilabo) - Paypayan - Pines - I Población - II Población - San Vicente Alto | - San Vicente Bajo - Sebucal - Senote - Taboc Norte - Taboc Sur - Talairon - Talic - Toliyok - Tipan - Tuyabang Alto - Tuyabang Bajo - Tuyabang Proper - Rizal Upper - Victoria - Villaflor |

## Historia
Entre los años de 1861 a  1879  Layawan era  un barrio de la provincia de Misamis. Su nombre deriva de la palabra visaya layaw que significa  animales salvajes extraviados que vagaban por el pueblo. Layawan es el lugar de los animales salvajes extraviados.
El primer sacerdote católico de la parroquia de Layawan fue el padre Tomás Casado natural de Oroquieta en España. Este sacerdote español inició los esfuerzos para cambiar el nombre en recuerdo de su paisano y Gobernador de Filipinas Domingo Moriones y Murillo Marqués de Oroquieta, título nobiliario concedido en su favor cuando en 1872 sus tropas  derrotaron a los carlistas del pretendiente don Carlos en la acción de Oroquieta, por lo que recibió además el empleo de teniente general.
La provincia de Misamis, creada en 1818, formaba parte de la Capitanía General de Filipinas (1520-1898). Estaba dividida en cuatro partidos.
El Partido de Misamis comprendía los fuertes de Misamis y de Iligán además de Luculán e Initao.

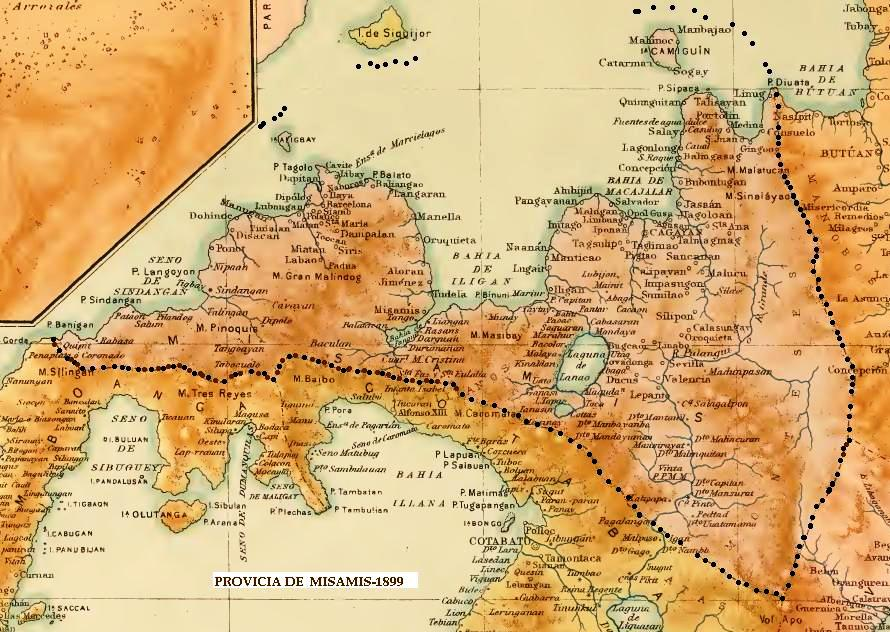
El Distrito 2º de Misamis en 1899.

A principios del siglo XX la isla de Mindanao se hallaba dividida en siete distritos o provincias, uno de los cuales era el Distrito 2º de Misamis, su capital era la villa de Cagayán de Misamis y del mismo dependía la comandancia de Dapitan.

### Ocupación estadounidense
El gobierno civil de la provincia de  Misamis fue establecido el 15 de mayo de 1901.
El 2 de noviembre de 1929, durante la ocupación estadounidense de Filipinas, la  Misamis fue dividida en dos provincias: Misamis Oriental y Misamis Occidental.
Misamis Occidental comprende nueve municipios: Baliangao, López Jaen, Tudela, Clarín, Plaridel, Oroquieta, Alorán, Jiménez y Misamis.

### Independencia
El 4 de agosto de 1969 fue creado el municipio de Pines, formado por el barrio del mismo nombre y los de Buenavista, Apil, Malindang, San Vicente Bajo, San Vicente Alto, Bolibol, Dullan Sur, Dullan Norte, Dolipos Bajo y Dolipos Alto. Su término fue segregado del de Oroquieta.